# Сутурин, Анатолий Константинович
Анатолий Константинович Сутурин (бел. Анатоль Канстанцінавіч Сутурын; нар. 29 мая 1948, с. Деренковец, Корсунь-Шевченковский район, Черкасская область, УССР) — белорусский ученый в области технической кибернетики и информатики. Лауреат Государственной премии СССР 1985 года. Кандидат технических наук (1987).

## Биография
Родился 29 мая 1948 года в д. Деренковец Черкасской области Украинской ССР в семье военного строителя Константина Матвеевича Сутурина (1914—2002), уроженца села Гремяча Забайкальскай области, который после Великой Отечественной войны работал по всему Советскому Союзу. В 1959 году вместе с родителями перебрался в Минск, где его семья и осела.
Окончил Белорусский государственный университет в 1971 году. В 1971—1994 годах работал в Институте технической кибернетики Национальной АН Беларуси. С 1996 года работает в Белорусском институте системного анализа и информационного обеспечения научно-технической сферы (БелИСА), где с 2000 года занимает должность директора.
Научные труды по автоматизации проектирования объектов сложной геометрической формы, программном обеспечении систем автоматизированного проектирования.